# Donji Brčeli
Donji Brčeli (cyr. Доњи Брчели) – wieś w Czarnogórze, w gminie Bar. W 2011 roku liczyła 9 mieszkańców.